# Katholische Pfarrkirche Elixhausen

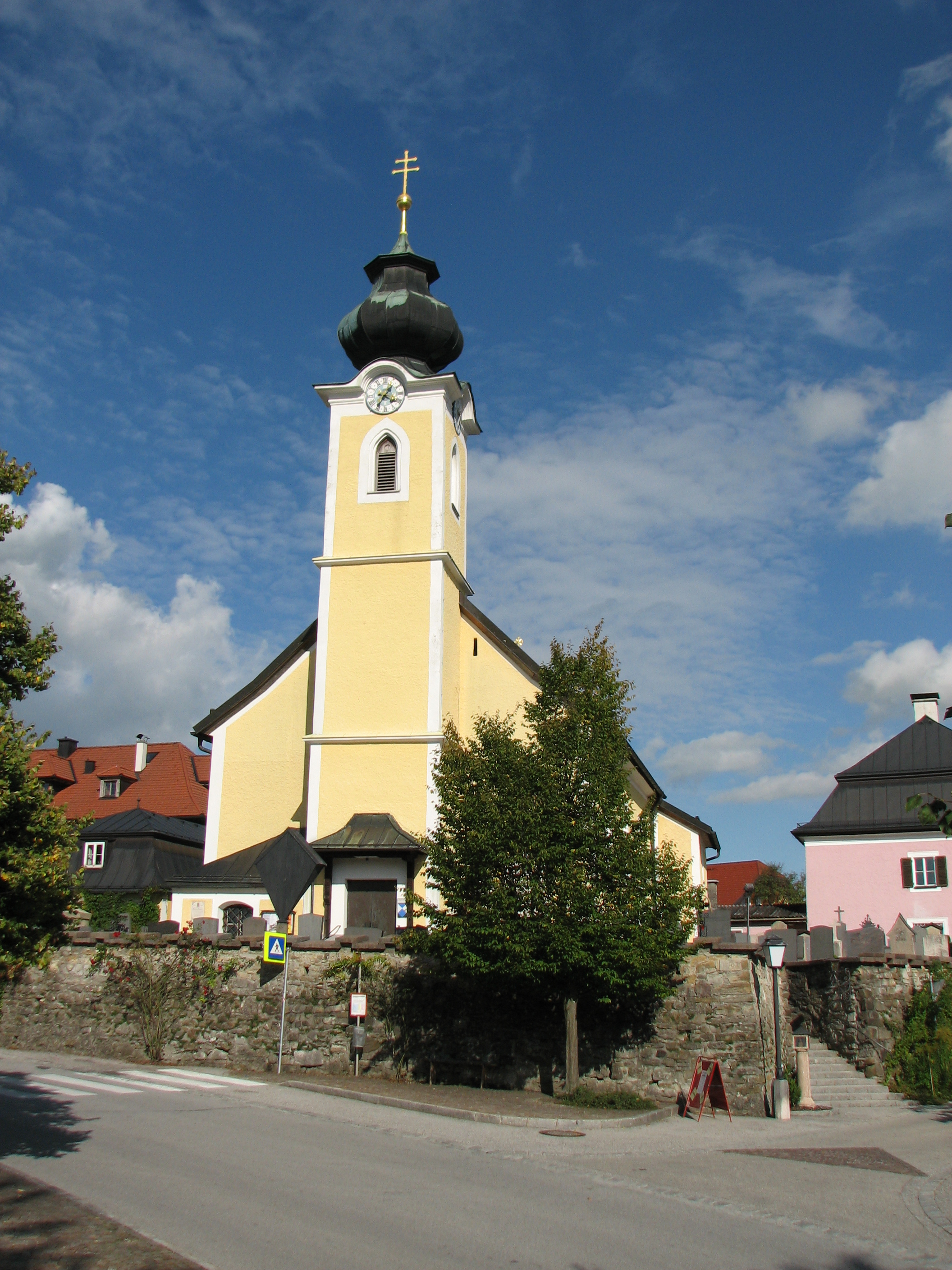
Westturm (1796)

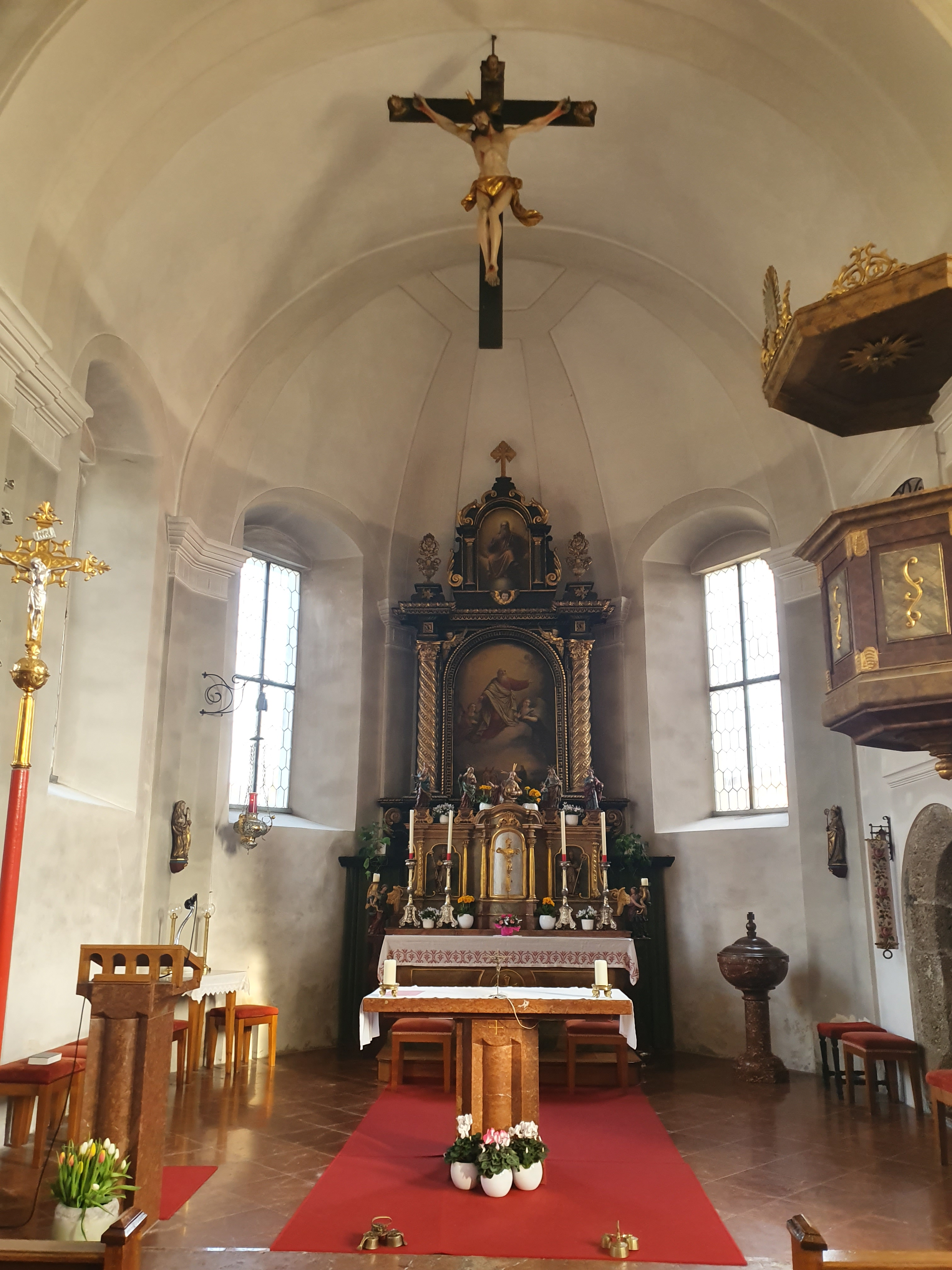
Chor mit Hochaltar

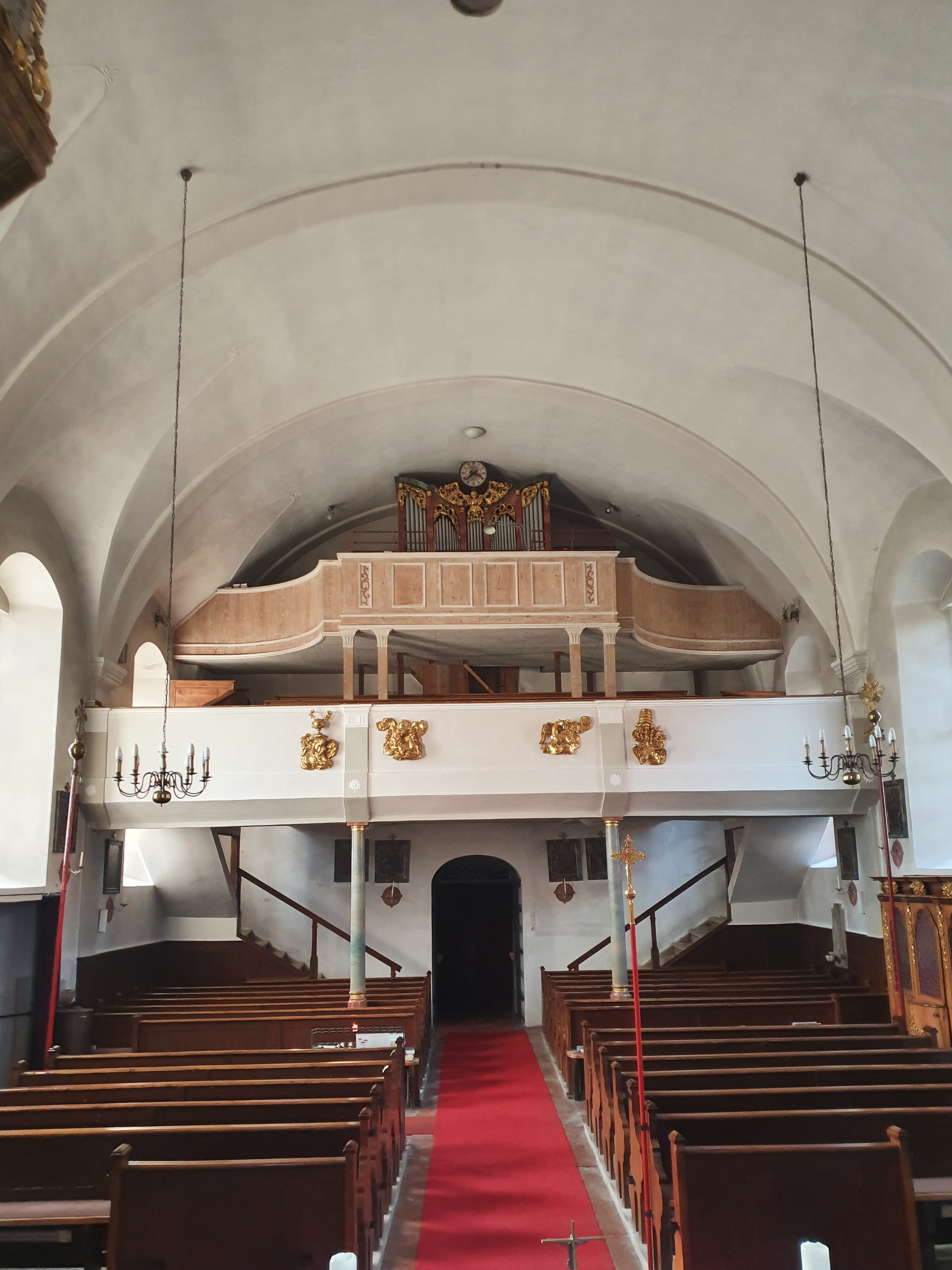
Langhaus nach Westen

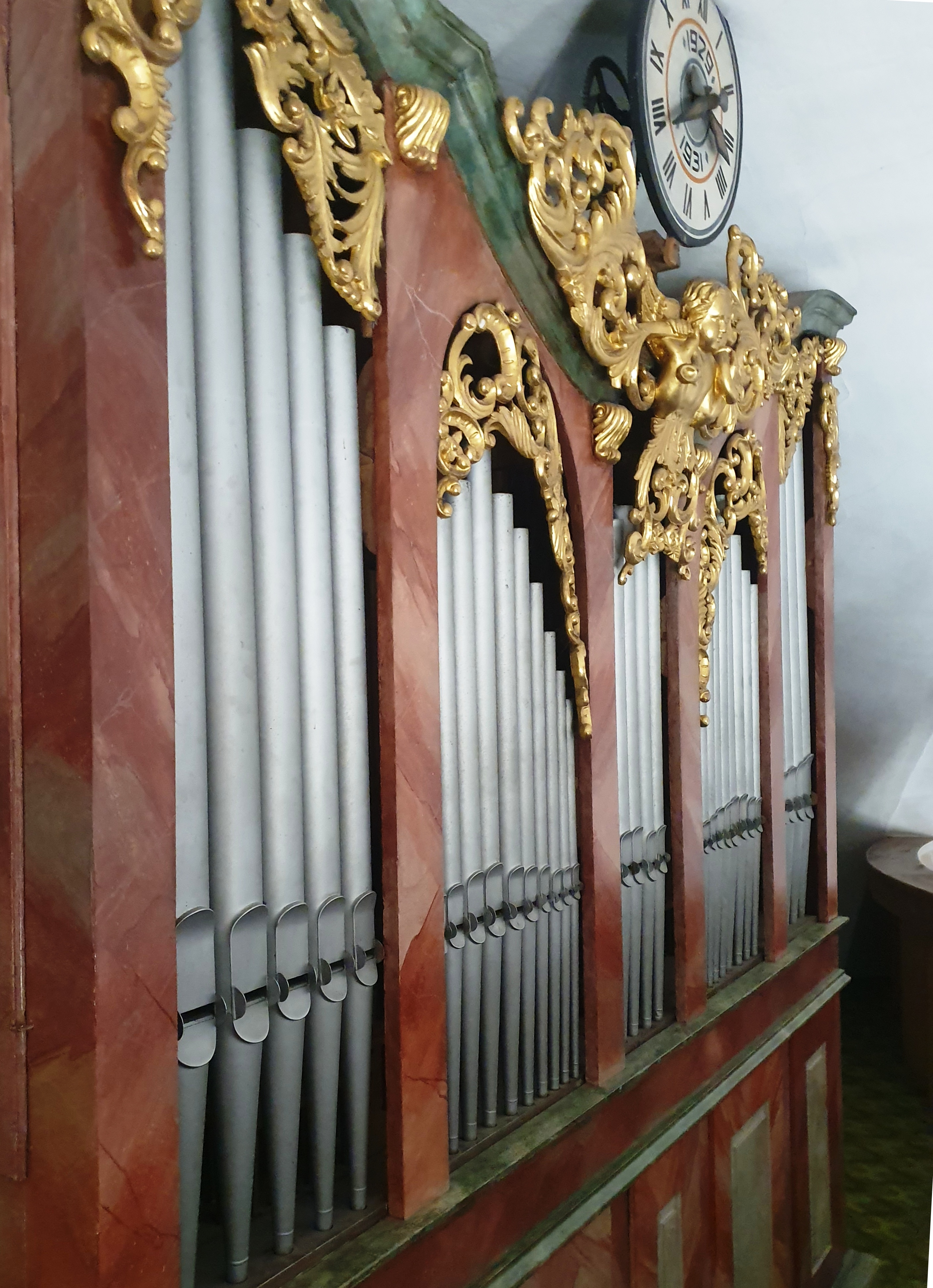
Mooser-Orgel (1857)

Die Katholische Pfarrkirche Elixhausen steht erhöht in der Ortsmitte der Gemeinde Elixhausen im Bezirk Salzburg-Umgebung im Land Salzburg. Die auf das Patrozinium der hll. Bartholomäus und Vitus geweihte römisch-katholische Pfarrkirche gehört zum Dekanat Bergheim in der Erzdiözese Salzburg, das Patroziniumsfest wird am 24. August gefeiert. Die Kirche steht unter Denkmalschutz (Listeneintrag).

## Geschichte
Urkundlich wurde die Kirche im Jahre 1173 geweiht. Bei einer Grabung wurde eine romanische Apsis gefunden. Urkundlich wurde der spätgotische Kirchenbau im Jahre 1516 geweiht. 1798 wurde die Kirche zum Vikariat erhoben, 1823 erfolgte ein Neubau, welcher 1824 geweiht wurde. 1891 erfolgte die Erhebung zur Pfarrkirche.

## Architektur
Die nachbarocke Kirche mit einem gotischen Westturm steht erhöht in der Ortsmitte und ist von einem Friedhof mit Mauer umgeben.
Der dreigeschoßige spätgotische Westturm um 1516 hat gedrückte spitzbogige gekehlte Schallöffnungen, ein barockes Uhrengesims und der Zwiebelhelm ist aus dem Jahr 1796. In der Nordwestecke ist eine Totenkapelle, vermutlich zum Teil spätgotisch, mit abgefastem Rechteckportal, innen mit einer barocken Flachtonne. Das schlichte Langhaus und der dreiseitig schließende Chor mit Rechteckfenstern ist aus 1823. Südseitig am Chor ist ein doppelgeschoßiger Anbau einer Sakristei und eines Oratoriums.

## Ausstattung
Das Altarretabel aus 1626 ist aus dem Stift Nonnberg und wurde im Jahre 1769 hierher übertragen. Das Altarblatt hl. Bartholomäus und das Auszugsbild Gottvater sind vom Maler Josef Rattensperger aus 1850. Es gibt eine Glocke des Gießers Franz Oberascher aus 1838.

### Orgel
1857 lieferte Ludwig Mooser eine neue Orgel mit sechs Registern auf einem Manual und Pedal. Am 27. Juli 1931 schlug während der Abendandacht ein Blitz ein, der im Kirchturm niederfuhr, in die Kirche gelangte und die Orgel „zertrümmerte“. Es wurde niemand verletzt.

### Disposition
| Manual C–f3 |    |
| Principal   | 8′ |
| Gedeckt     | 8′ |
| Flöte       | 4′ |
| Picolo      | 2′ |
| Mixtur      | 2′ |

| Pedal C–f0 |     |
| Subbass    | 16′ |